# حرب عالمية

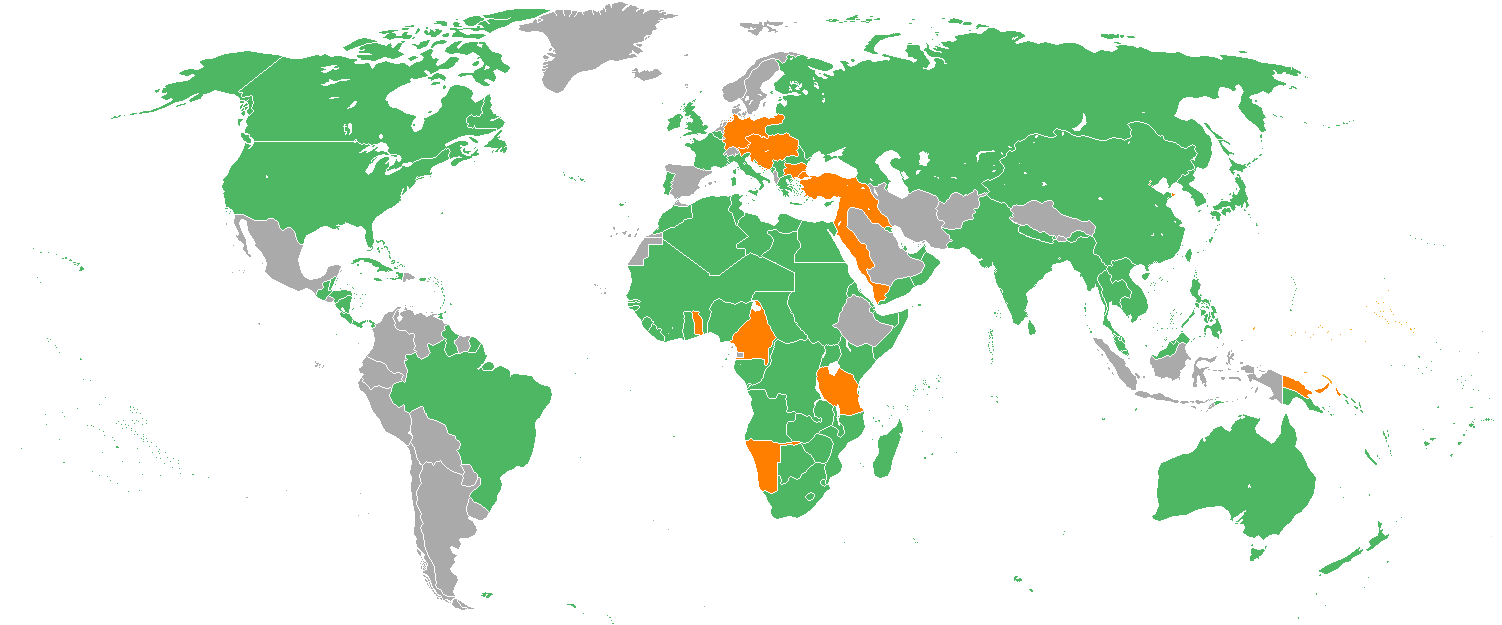

الحرب العالمية هي نزاع مدمر بمختلف أنواع الأسلحة يشمل عدة دول من عدة قارات كالحرب العالمية الأولى والثانية  تمتد الحروب العالمية إلى عدة قارات وتستمر لعدة سنوات. ينطبق المصطلح عادة على اثنين من الصراعات التي لم يسبق لها مثيل والتي حدثت خلال القرن العشرين: الحرب العالمية الأولى (1914-1918)، والحرب العالمية الثانية (1939-1945) وتستخدم كلمة الحرب العالمية الثالثة في القصص الخيالية عن حرب محتمل حدوثها.

## صفات الحروب العالمية
الحربين العالميتين في القرن العشرين، وقعت في كل قارة مأهولة على وجه الأرض. العديد من الدول التي قاتلت في الحرب العالمية الأولى، شاركت أيضاً في الثانية، وإن لم يكن دائما على نفس الجانب. بعض المؤرخين اطلقوا اسم «الحرب الأهلية الأوروبية» على الفترة 1914-1945 واغفلوا النظر على الحرب في الشرق الأقصى والتي تسببت بها اليابان خلال برنامجها للتوسع الإقليمي وذلك لانها بدأت بشكل مستقل عن الأحداث التي وقعت في أوروبا.
الحربين العالميتين لم تكن لتتطور بذلك الشكل لولا وجود سرعة الاتصالات (مثل الراديو والبرق)، والنقل السريع (السفن البخارية والسكك الحديدية). مما جعل التنسيق والسرعة في العمل العسكري يتم بشكل اوسع، حيث سهلت هذه التكنولوجيا الحديثة في ذلك الوقت نقل الجنود بسرعة وبأعداد كبيرة على نطاق عالمي.

بعض المجموعات تعرف «الحرب العالمية» لتشمل الصراعات المتعددة الجنسيات، مثل الحرب الباردة أو الحرب على الإرهاب. كما يصف مشروع القرن الأمريكي الجديد الحرب الباردة ب«الحرب العالمية الثالثة» والحرب على الإرهاب ب«الحرب العالمية الرابعة». هذه التسميات اجتذبت الكثير من الدعم ولكن لم يتم الاتفاق عليها من قبل معظم المؤرخين.

## أصل الكلمة
استشهد قاموس أكسفورد للإنجليزية بأول استخدام معروف في اللغة الإنجليزية لصحيفة اسكتلندية اسمها «جريدة الشعب» في عام 1848: وأضاف أن «الحرب بين القوى العظمى باتت بالضرورة حربًا عالميّة». استخدم مصطلح «الحرب العالميّة» من كارل ماركس ورفيقه فريدريش إنجلز في سلسلة من المقالات التي نشرت في عام 1850 والتي تسمى كفاح الطبقات في فرنسا. وصف راسموس أندرسون في عام 1889 حدثًا في الوثنية الجرمانية بأنه «حرب عالمية»، وبرّرَ هذا الوصف بسطرٍ في قصيدة ملحمية اسمها نورسي القديمة. استخدم الكاتب الألماني أوغست فيلهلم أوتو نيمان مصطلح «الحرب العالمية» في عنوان روايته المناهضة لبريطانيا Der Weltkrieg: Deutsche Träume (الحرب العالمية: الأحلام الألمانية) في عام 1904، نشرت باللغة الإنجليزية باسم الفتح القادم لإنجلترا (بالإنجليزية: The Coming Conquest of England.).
استخدم مصطلح "الحرب العالمية الأولى" لأول مرة في سبتمبر 1914 عالم البيولوجيا والفيلسوف الألماني إرنست هيكل، الذي زعم أنه "لا يوجد شك في أن مسار وطبيعة "الحرب الأوروبية" المخشية سوف يصبحان الحرب العالمية الأولى بالمعنى الكامل للكلمة نقلاً عن تقرير لوكالة الأنباء في صحيفة إنديانابوليس ستار (بالإنجليزية: The Indianapolis Star) في 20 سبتمبر 1914. في اللغة الإنكليزية، استخدم تشارلز كورت ريفينغتون مصطلح "الحرب العالمية الأولى" كعنوان لمذكراته (التي نشرت في عام 1920)؛ وكان قد أشار لنقاشه حول الموضوع مع ميجر جونستون من جامعة هارفرد في مذكراته في 10 سبتمبر 1918.
صاغت مجلة تايم في الصفحة 28 بي في عددها الصادر بتاريخ 12 يونيو 1939 مصطلح «الحرب العالمية الأولى». في نفس المقال، استُخدم مصطلح «الحرب العالمية الثانية» في الصفحة 32 لوصف الحرب المقبلة. أول استخدام للحرب الفعلية جاء في عددها الصادر في 11 سبتمبر 1939. قبل أسبوع واحد، في 4 سبتمبر، اليوم الذي أعلنت فيه فرنسا والمملكة المتحدة الحرب على ألمانيا، استخدمت صحيفة «كريستيليت داجبلاد» الدنماركية هذا المصطلح على صفحتها الأولى وكتبت: «اندلعت الحرب العالمية الثانية أمس في الساعة 11 صباحًا»
كان كتاب الخيال التأملي يشيرون إلى مفهوم الحرب العالمية الثانية في عامي 1919 و 1920، عندما كتب ميلو هاستنغز روايته البائسة، مدينة الليل اللامتناهي (بالإنجليزية: City of Endless Night.)

## الحرب العالمية الأولى
اندلعت الحرب العالمية الأولى في الفترة من 1914 إلى 1919. فيما يتعلق بالتاريخ التكنولوجي البشري، فإن حجم الحرب العالمية الأولى قد أصبح ممكنا بفضل التقدم التكنولوجي الذي أحرزته الثورة الصناعية الثانية وما نتج عنها من عولمة سمحت بإسقاط القوة العالمية وإنتاج المعدات العسكرية على نطاق واسع. وكان من المسلم به أن النظام المعقد المتمثل في معارضة التحالفات العسكرية (الإمبراطوريات الألمانية والنمساوية المجرية ضد الإمبراطوريات البريطانية والروسية والفرنسية) من المرجح أن يؤدي إلى صراع عالمي إذا اندلعت الحرب. بسبب ذلك، فإن صراعًا صغيرًا جدًّا بين بلدين كان من الممكن أن يؤدي إلى إحداث تأثير أحجار الدومينو في التحالفات، الأمر الذي يؤدي إلى اندلاع حرب عالمية. وحقيقة أن القوى المعنية تتمتع بإمبراطوريات ضخمة في الخارج كانت تضمن تقريبا أن مثل هذه الحرب سوف تكون عالمية، لأن موارد المستعمرات سوف تشكل عاملًا استراتيجيًّا حاسمًا. كما ضمنت نفس الاعتبارات الاستراتيجية قيام المقاتلين بضرب مستعمرات بعضهم البعض، وبالتالي انتشار الحروب على نطاق أوسع كثيرًا من حروب العصر ما قبل الكولومبي.
ارتكبت جرائم الحرب في الحرب العالمية الأولى، واستخدمت الأسلحة الكيميائية فيها على الرغم من اتفاقيات لاهاي لعامي 1899 و1907 التي حظرت استخدام هذه الأسلحة في الحروب. لقد كانت الدولة العثمانية مسؤولة عن الإبادة الجماعية الأرمنية — قتل أكثر من مليون أرمني خلال الحرب العالمية الأولى —. 